# Otto Fiebach
Otto Fiebach (Ohlau, (Silèsia), 1851 - Berlín, 1937) fou un organista i compositor alemany.
Va ser director de la música i organista de la Universitat de Königsberg.
Va escriure les òperes:
- Prinz Domik (1883);
- Loreley (1886);
- Der Officier der Königin (1900);
- Bei frommen Hirten (1901);
- Robert und Bertram (1903;
- La duquessa de Marborough.

També és autor de l'oratori Les nou Musses. Va publicar, a més, els interessants llibres Fisiologia de la Música (1891) i L'ensenyança de l'estricte contrapunt (1921).